# Biceps brachii

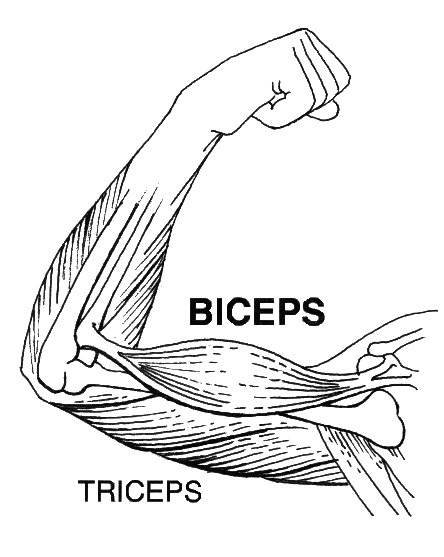
Biceps och triceps

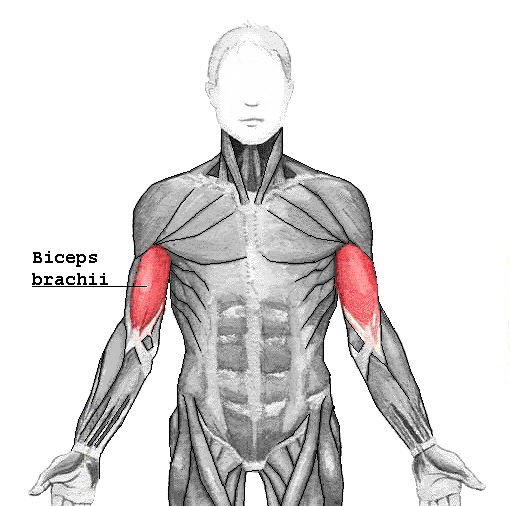
Biceps brachii

Biceps brachii (latin: musculus biceps brachii, "armens tvåhövdade muskel" eller tvåhövdade överarmsmuskeln) är en skelettmuskel på överarmens (brachium) framsida vars främsta uppgift är att böja (flexera) armbågsleden (art. cubiti) och rotera underarmen (antebrachium). Biceps brachiis antagonist är m. triceps brachii. 
Biceps brachii har sitt ursprung i två övre (proximala) huvuden: Långa huvudet (caput longum) och korta huvudet (caput breve). 
Det långa huvudet sträcker sig i en lång sena från skulderbladet (scapula) tätt intill axelledens (art. humeri) ledpanna (cavitas glenoidalis) vid tuberculum supraglenoidale, labrum glenoidale.
Det korta huvudet utgår tillsammans med m. coracobrachialis från korpnäbbsutskottets (proc. coracoideus) yttersta (distala) spets.
Nedtill (distalt) har biceps brachii två fästen under armbågen (cubitus) i de två underarmsbenen: Bicepssenan (tendo m. bicipitis brachii) som fäster i strålbenet (radius, tuberositas radii) och bicepsaponeurosen (aponeurosis m. bicipitis brachii) som fortsätter ut i underarmens fascia (fascia antebrachii). Genom att aponeurosen fäster i armbågsbenet (ulna) verkar biceps brachii även på radioulnarleden (art. radioulnaris proximalis) och bidrar därför då handen (manus) roteras (supination/pronation).
Biceps brachii innerveras av n. musculocutaneus.

## Styrketräning
Att isolera denna muskel är i stort sett omöjligt, men nöjer man sig med överarmens framsida så finns det ett antal övningar. De som isolerar gällande överarmens framsida är framförallt Scott curl och koncentrationscurl.
Delar av överarmsmåttet bidrar biceps med, även om triceps oftast står för cirka två tredjedelar av det.
En god fysik gällande biceps brachii är bra inom många idrotter. Som ett exempel kan nämnas tennis, golf, bordtennis, boxning, brottning och fäktning.
Synergister, gällande många övningar med fokus på denna muskel, är bland annat deltoid.